# Josef Gruss (herec)
Josef Gruss (9. března 1908 Praha – 12. dubna 1971 Praha) byl český herec, autor humoristických próz a divadelních her pro děti, scenárista a textař.

## Život
Po absolutoriu pražské konzervatoře v roce 1928 nejprve vystřídal několik regionálních a avantgardních scén – v letech 1928 až 1929 byl členem České komorní scény, v období 1929 až 1930 hrál v Osvobozeném divadle, v sezóně 1930/1931 v Olomouci a 1931/1932 ve Státním divadle v Brně. V roce 1932, po založení kabaretu Červené eso Josefem Hášou, administrativním ředitelem Osvobozeného divadla, byl Gruss spoluautorem některých her, např. politické revue Loď živých, režírované E. F. Burianem. V kabaretu také vystupoval jako herec, spolu s Ferencem Futuristou, Járou Kohoutem, Ellou Šárkovou a dalšími. Dirigentem jazzového orchestru zde byl E. F. Burian. Od roku 1933 prakticky až do konce svého života pak plných devětatřicet let byl členem souboru činohry Národního divadla v Praze. Kromě své herecké profese napsal také celkem čtyři humoristické knížky, několik divadelních pohádek pro děti, řadu humoristických povídek, rozhlasových her a pořadů. Autorsky se podílel na tvorbě scénářů filmů režiséra Martina Friče Kristian (1939) a Těžký život dobrodruha (1941).
Od roku 1929 byl členem komunistické strany. V roce 1946 podepsal prokomunistické „Májové poselství kulturních pracovníků českému lidu!“ publikované před parlamentními volbami do Národního shromáždění. Tento předvolební manifest podepsalo celkem 843 kulturních pracovníků a komunisté volby vyhráli. Později podepsal výzvu prokomunistické inteligence Kupředu, zpátky ni krok!, jež byla publikována dne 25. února 1948 pro podporu komunistického převratu. V roce 1948 prosadil Otakar Vávra výrobu ideologicky problematického filmu Hostinec U kamenného stolu a režii přenechal Grussovi. Za režii divácky úspěšného filmu dostal Gruss stranickou důtku a jako režisér skončil. V dalších letech byl ale komunistickým režimem oceňován, naposledy byl na jaře 1968 navržen na Řád práce, ale slavnostní předání ceny plánované na 18. listopad 1968 se neuskutečnilo. Po Invazi vojsk Varšavské smlouvy do Československa Gruss z KSČ vystoupil a za necelé tři roky zemřel.
Je pochován spolu s manželkou, Jarmilou Švabíkovou, v rodinném hrobě spisovatele Františka Kožíka na Vinohradském hřbitově v Praze.

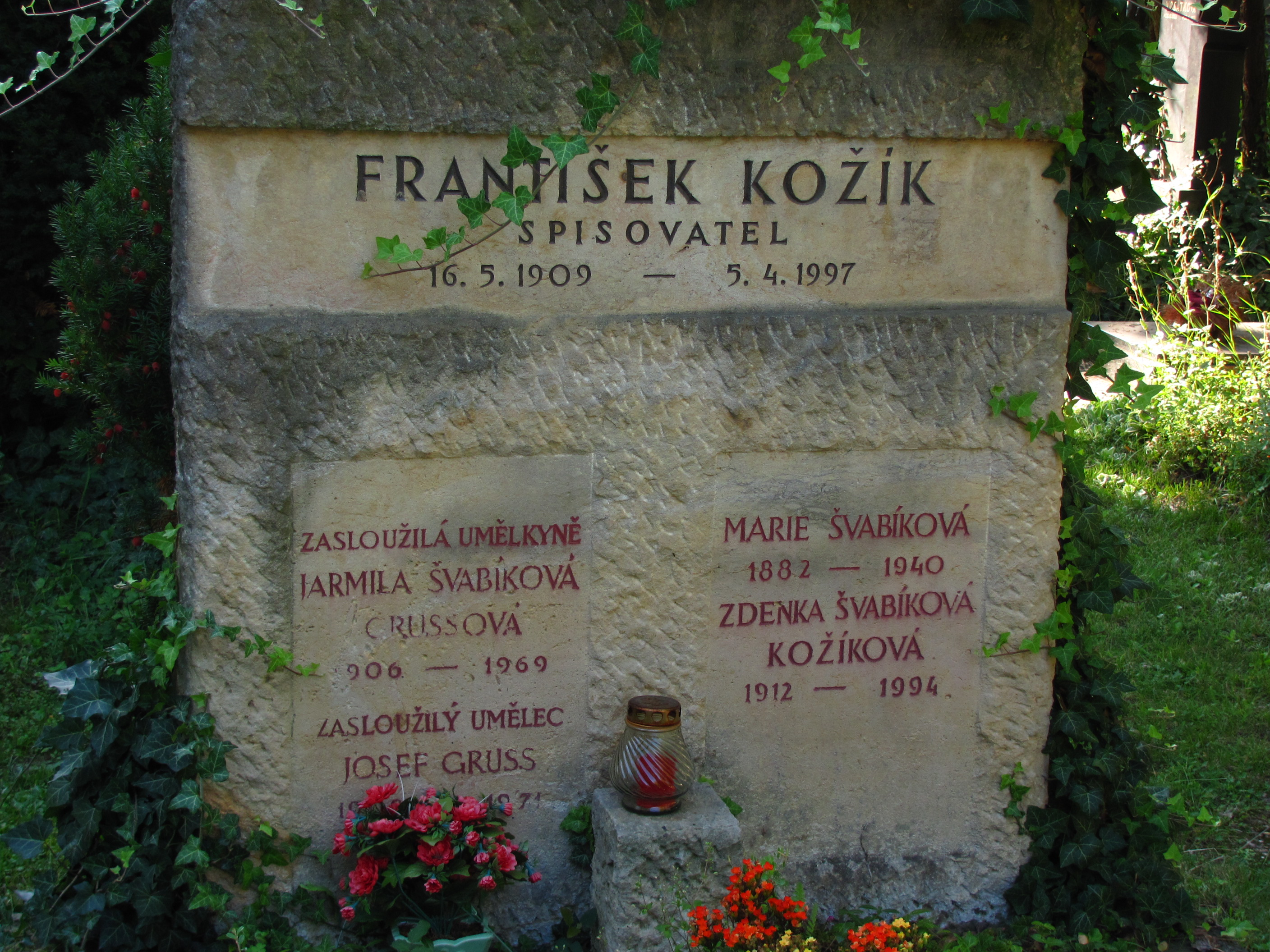
Rodinný hrob na Vinohradském hřbitově v Praze, místo posledního odpočinku Josefa Grusse a Jarmily Švabíkové

## Ocenění
- 1958 státní vyznamenání Za zásluhy o výstavbu
- 1960 ocenění Zasloužilý člen ND
- 1963 titul zasloužilý umělec

## Citát
| „                 | Nezapomenutelný večer. Obecenstvo slavnostní, vzrušené, a přece nešlo o premiéru...Právě šlo o víc, o úplné zavření divadel. My všichni, kteří divadlo milujeme, museli jsme tu být...Když Gruss dozpíval kuplet a opona spadla naposled, jako by někdo nešetrně zmáčkl mé srdce, které prudce zabušilo. Stalo se tak asi všem lidem v hledišti. Až po dvou či třech vteřinách sesypal se rachot potlesku, jako když kameny ze stráně hází... | “ |
| — Jaroslav Průcha | |   |

## Divadelní role, výběr
- 1929 V+W: Líčení se odročuje, gangster Nelson, Osvobozené divadlo, režie V+W
- 1929 V+W: Fata Morgana, Kat, Osvobozené divadlo, režie V+W
- 1930 V+W: Ostrov Dynamit, kapitán Šalamoun Cook, Osvobozené divadlo, režie V+W
- 1933 William Shakespeare: Sen noci svatojánské, Lysander, Národní divadlo, režie Karel Hugo Hilar
- 1936 Merton Hodge: Vítr a déšť, John Williams, Stavovské divadlo, režie Jiří Frejka
- 1937 Alois Jirásek: Lucerna, Pan Franc, Národní divadlo, režie Vojta Novák
- 1941 C.Goldoni, M.Hlávka: Benátská maškaráda, sluha Harlekýn, Národní divadlo, režie Jiří Frejka
- 1944 William Shakespeare: Cokoli chcete, Feste, soubor Národního divadla v Divadle na Vinohradech, režie Karel Dostal (konáno 31. srpna 1944 – jednalo se o poslední představení činohry Národního divadla před oznámeným uzavřením českých divadel ke dni 1. září 1944) [10]
- 1946 František Langer: Obrácení Ferdyše Pištory, Faltys, Stavovské divadlo, režie Vojta Novák
- 1950 William Shakespeare: Zkrocení zlé ženy, Krejčí, Tylovo divadlo, režie František Salzer
- 1957 Karel Čapek: Bílá nemoc, První asistent, Národní divadlo, režie František Salzer
- 1964 William Shakespeare: Sen noci svatojánské, Hladolet, Národní divadlo, režie Václav Špidla
- 1971 William Shakespeare: Jindřich V., Hrabě Westmoreland, Berkdeber, Národní divadlo, režie Miroslav Macháček

## Herecká filmografie, výběr

### Film
- 1926 Pražský flamendr
- 1933 Revizor
- 1934 Mazlíček
- 1936 Velbloud uchem jehly
- 1937 Švanda dudák
- 1938 Třetí zvonění
- 1938 Panenka
- 1939 Eva tropí hlouposti
- 1940 Artur a Leontýna
- 1942 Ryba na suchu
- 1945 Rozina sebranec
- 1946 Nezbedný bakalář
- 1947 Tři kamarádi
- 1948 Hostinec „U kamenného stolu“
- 1948 Dnes neordinuji
- 1955 Psohlavci
- 1958 Kasaři
- 1964 Příběh dušičkový
- 1969 Slasti Otce vlasti
- 1970 Svatá hříšnice

### Televize
- 1966 Poprask na laguně
- 1968 Rekviem za kouzelnou flétnu
- 1969 Učedník kouzelníka Čáryfuka
- 1970 Alexandr Dumas starší (seriál)

## Režijní filmografie
- 1948 Hostinec „U kamenného stolu“

## Humoristické knihy
- S poctivostí nejdál dojdeš (1944)
- Nevěřte na duchy (1945)
- Jedna paní povídala (1945)
- Můj přítel Július (1948)

## Texty písní
- Chlupatý kaktus (film Před maturitou)
- Má panna je v Panama sama (film Před maturitou)
- Jen pro ten dnešní den (film Kristian)
- Nečekej, nečekej (film Kristian)
- Sám já chodívám rád (film Těžký život dobrodruha)
- Mám život hrozně ráa (film Hotel Modrá hvězda)
- Slunečnice (film Hotel Modrá hvězda)